# 콩스빙에르 IL
콩스빙에르 IL(Kongsvinger IL)은 1892년에 창단된 노르웨이 콩스빙에르의 축구 클럽으로, 현재 아데콜리겐에서 활동하고 있다.

## 선수 명단

### 현역
- 아뎀 귀벤(2010 ~ 2011, 2015 ~ )